# Балкер
Ба́лкер (англ. bulker, від bulk — навалювальний вантаж), або навалочник — спеціалізоване судно для перевезення вантажів насипом: зерна, вугілля, руди, цементу та ін. Балкер є різновидом суховантажного судна. Перший балкер був побудований у 1852 році, коли економічні фактори сприяли розвиткові цього типу суден, що дедалі збільшувалися в розмірах і вдосконалювалися.

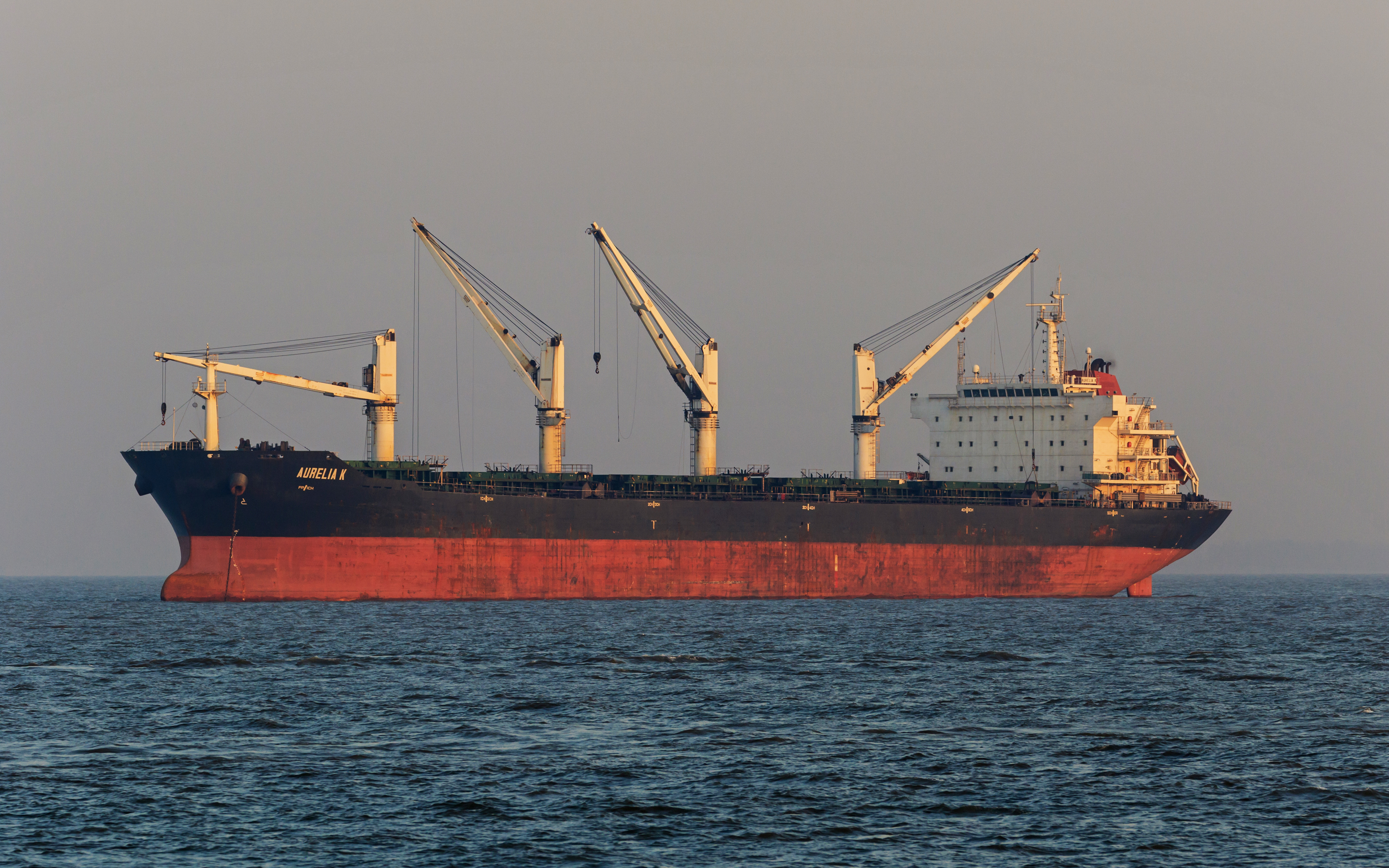
Балкер Aurelia K в Аравійському морі

На початку 2009 року працювало 6864 балкери сумарною вантажопідйомністю 422 млн тонн. Нині балкери становлять 40 % світового торговельного флоту — від малих мінібалкерів-однотрюмників до великих рудовозів з дедвейтом понад 360 000 т. Відрізняються вони і за способом завантаження / розвантаження та зберігання вантажу: одні залежать від берегових кранів і портових споруд, інші мають власні крани й системи завантаження / розвантаження, а деякі навіть здатні пакувати вантаж при навантаженні. Більш ніж у половини балкерів — грецькі, японські або китайські судновласники, 25 % зареєстровані в Панамі. Абсолютна більшість балкерів тепер будується в Південно-Східній Азії.